# Sanctuaire Notre-Dame-des-Neiges
Le Sanctuaire Notre-Dame-des-Neiges se trouve à Machaby, une localité en amont du chef-lieu d'Arnad, en Italie. C'est l'un des plus importants sanctuaires valdôtains.

## Le sanctuaire
Il est situé dans un vallon en amont du chef-lieu d'Arnad, on peut le rejoindre par une route dont l'accès n'est possible qu'aux véhicules tout terrain, route qui mène ensuite au hameau de Machaby. 
Le sanctuaire existait déjà en 1503, mais il était plus petit qu'aujourd'hui. Il fut reconstruit en 1687, en maintenant intact l'ancien presbyterium; en 1689 furent bâties les nefs latérales et la sacristie. Le portail remonte à 1687, le portique à 1735, et le clocher à 1723. Le presbyterium présente une coupole décorée à fresque réalisée par les peintres Artari, posée sur un tambour octogonal. Les murs à l'intérieur sont tapissés d'ex-voto, surtout des béquilles. Les colonnes près du maître-autel sont à torsades et remontent au XVIIe siècle. Dans la niche centrale se trouvait une petite statue en bois de la Vierge, qui est conservée maintenant dans l'église d'Arnad. Le long des nefs se trouvent deux autels du XVIIIe siècle. La chaire en pierre posant sur des petites colonnes, sans doute remontant au XVIIe siècle, constitue un élément très intéressant. 
Dans le pourtour extérieur au sanctuaire on peut admirer, à l'intérieur des niches, les mystères du Rosaire décorés à fresque. Sur le parvis sont situées une croix en pierre et les statues de Saint Jérôme et de Saint Grat. Près du parvis on peut voir deux édifices bâtis au XIXe siècle pour héberger les pèlerins. 
Chaque année, le 5 août, on y célèbre la fête de Notre-Dame-des-Neiges. 
Une légende raconte que ce sanctuaire a été bâti en un lieu où avait été retrouvée une statue en bois de la Sainte-Vierge. Les bergers qui l'avaient entrevue près d'un buisson la portèrent tout de suite dans l'oratoire du hameau en amont, mais le lendemain la statue se trouvait à nouveau près du même buisson. C'est à cet endroit que les arnadins décidèrent de bâtir le sanctuaire.

## Galerie de photos

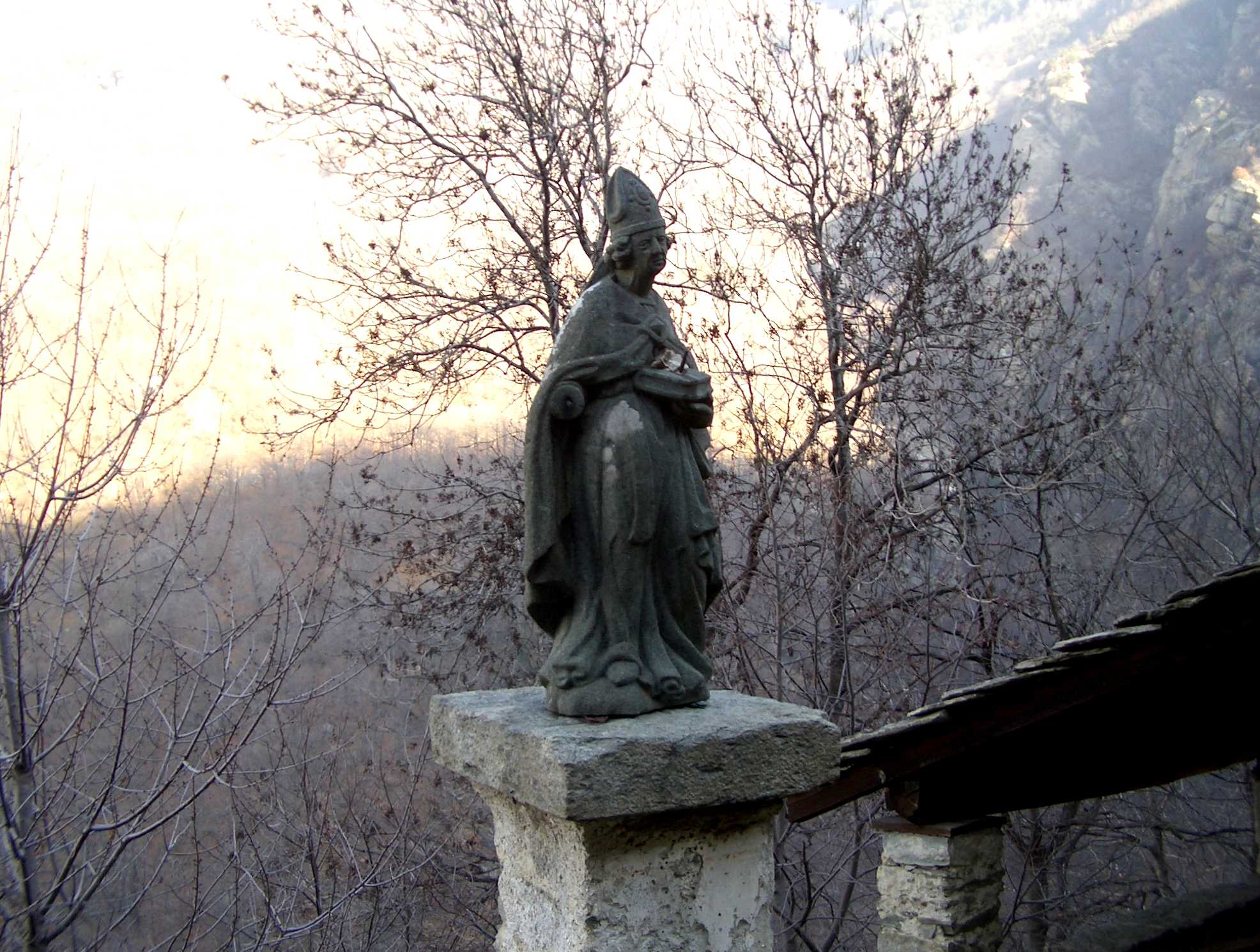
La statue de Saint Grat
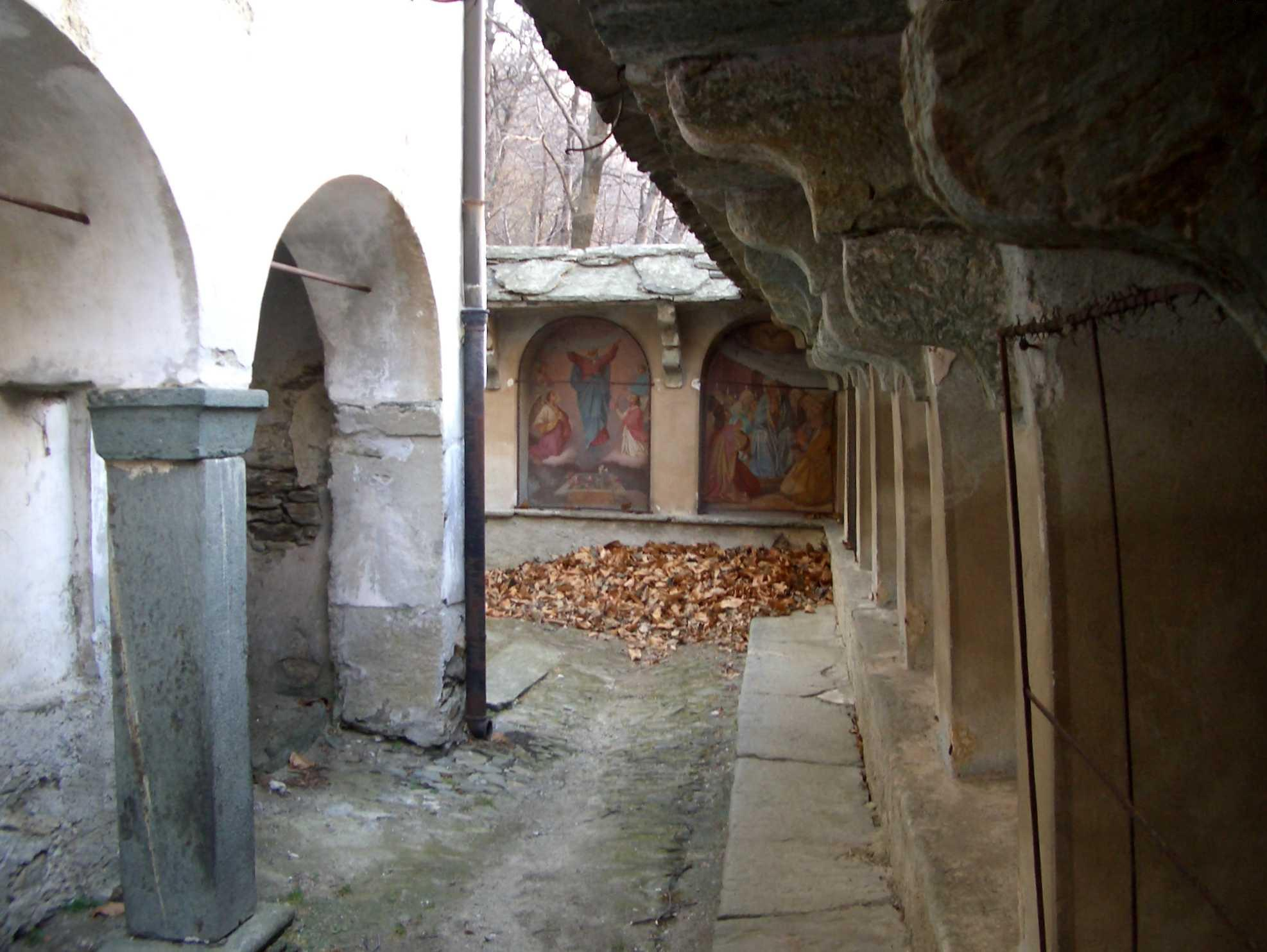
Le niches avec les mystères du Rosaire
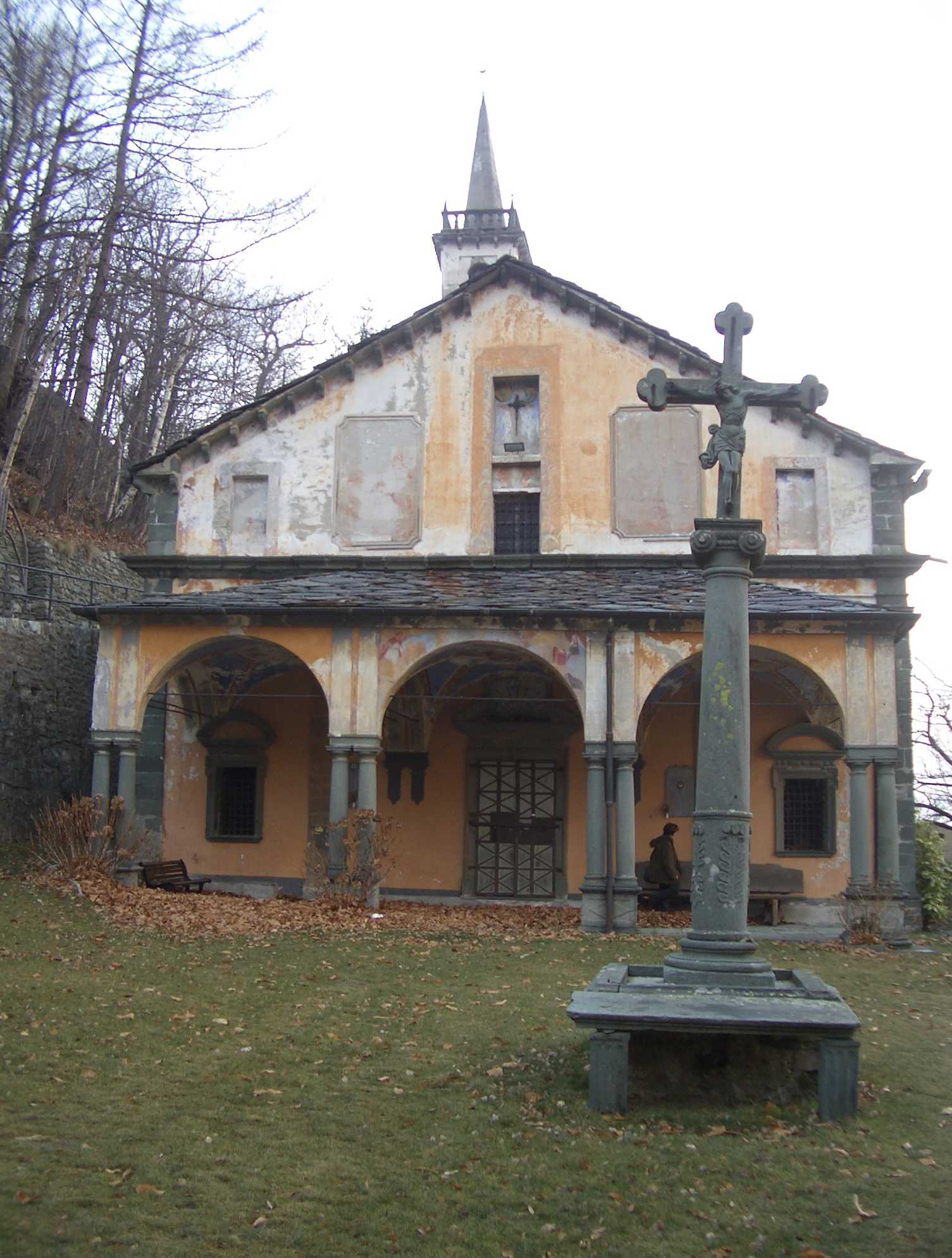
Le crucifix en pierre
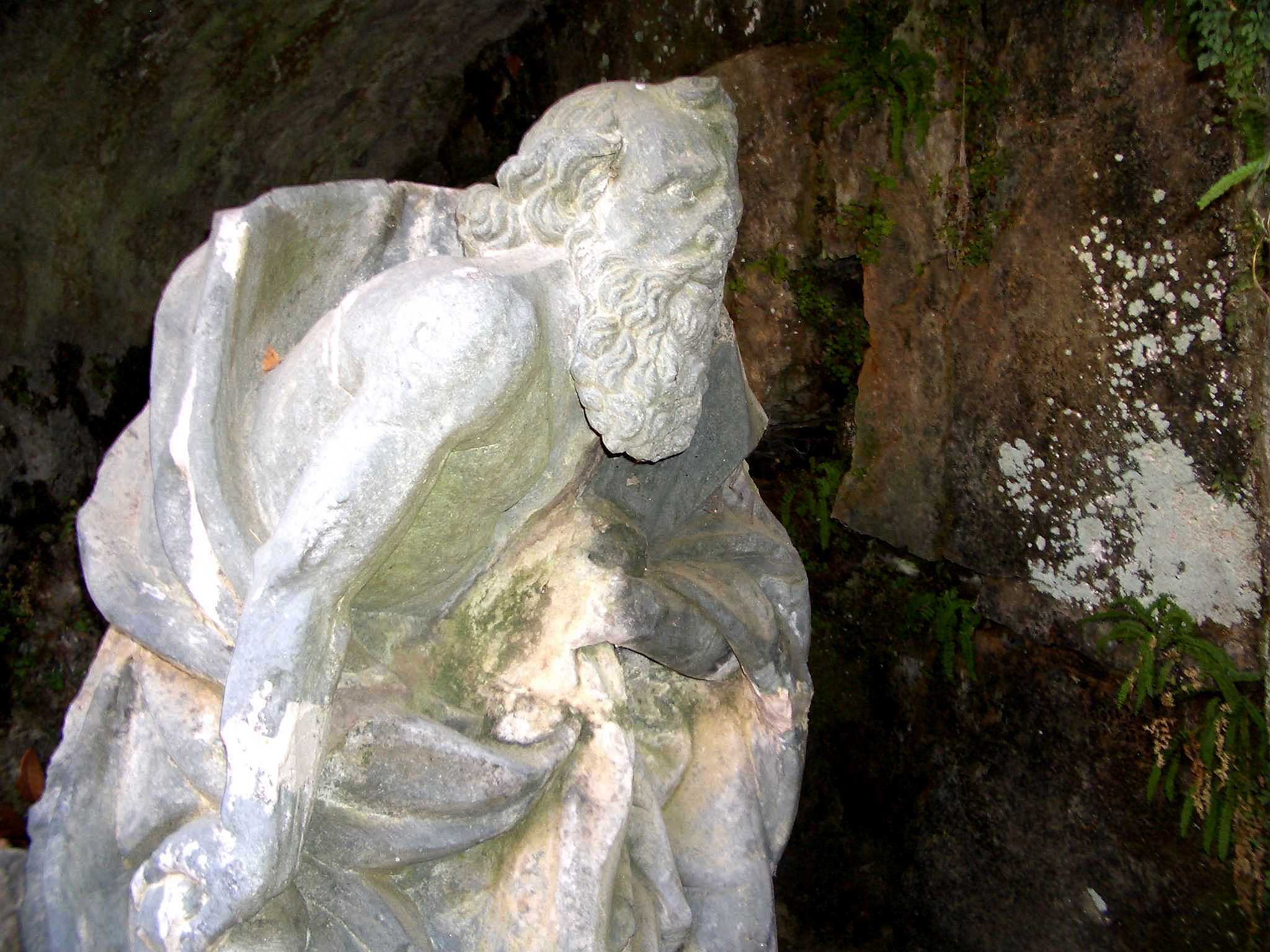
La statue de Saint Jérôme
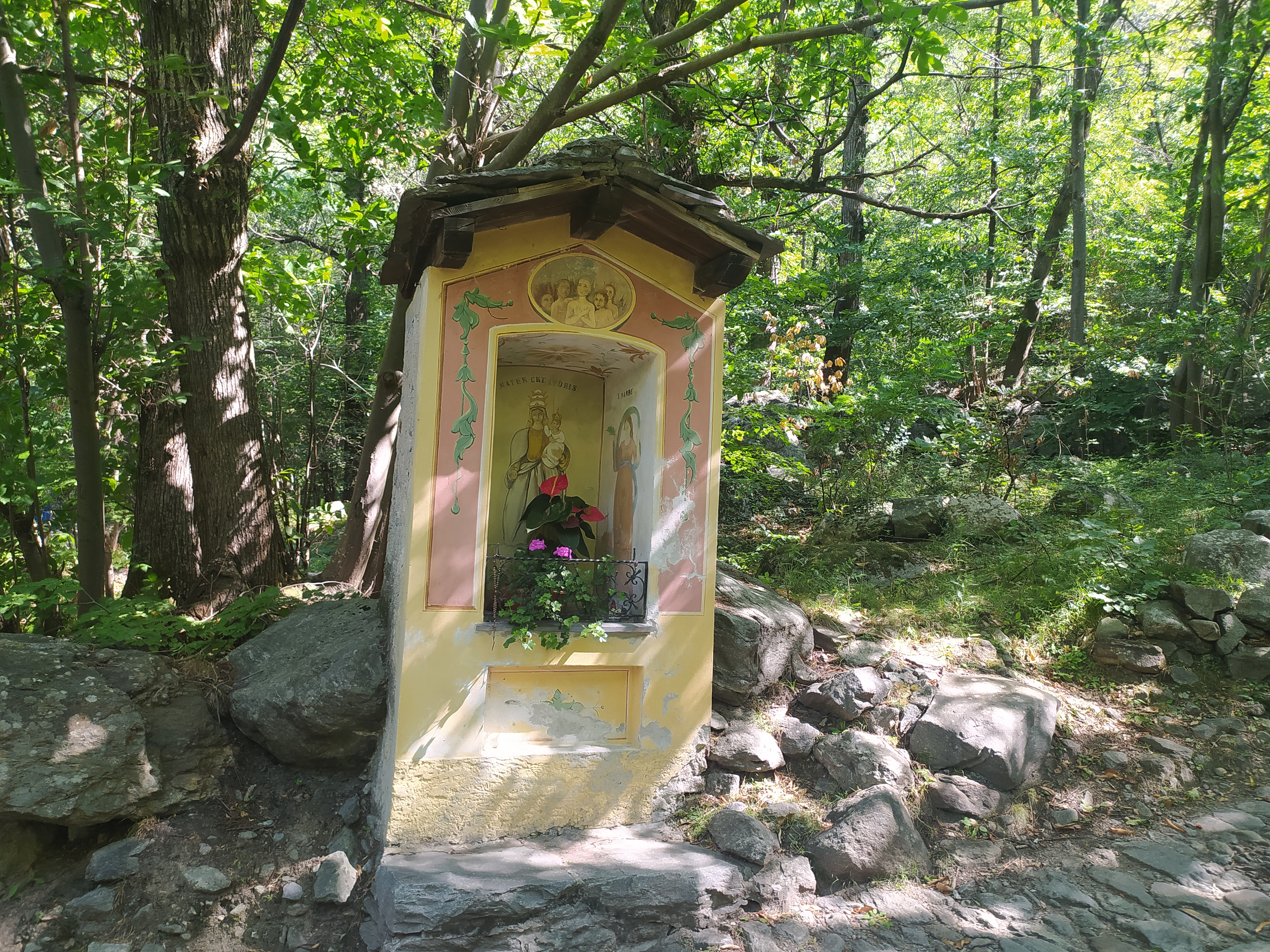
Chapelle votive dédiée à la Sainte Vierge et à Sainte Barbe, le long du sentier conduisant au sanctuaire